# Finchley

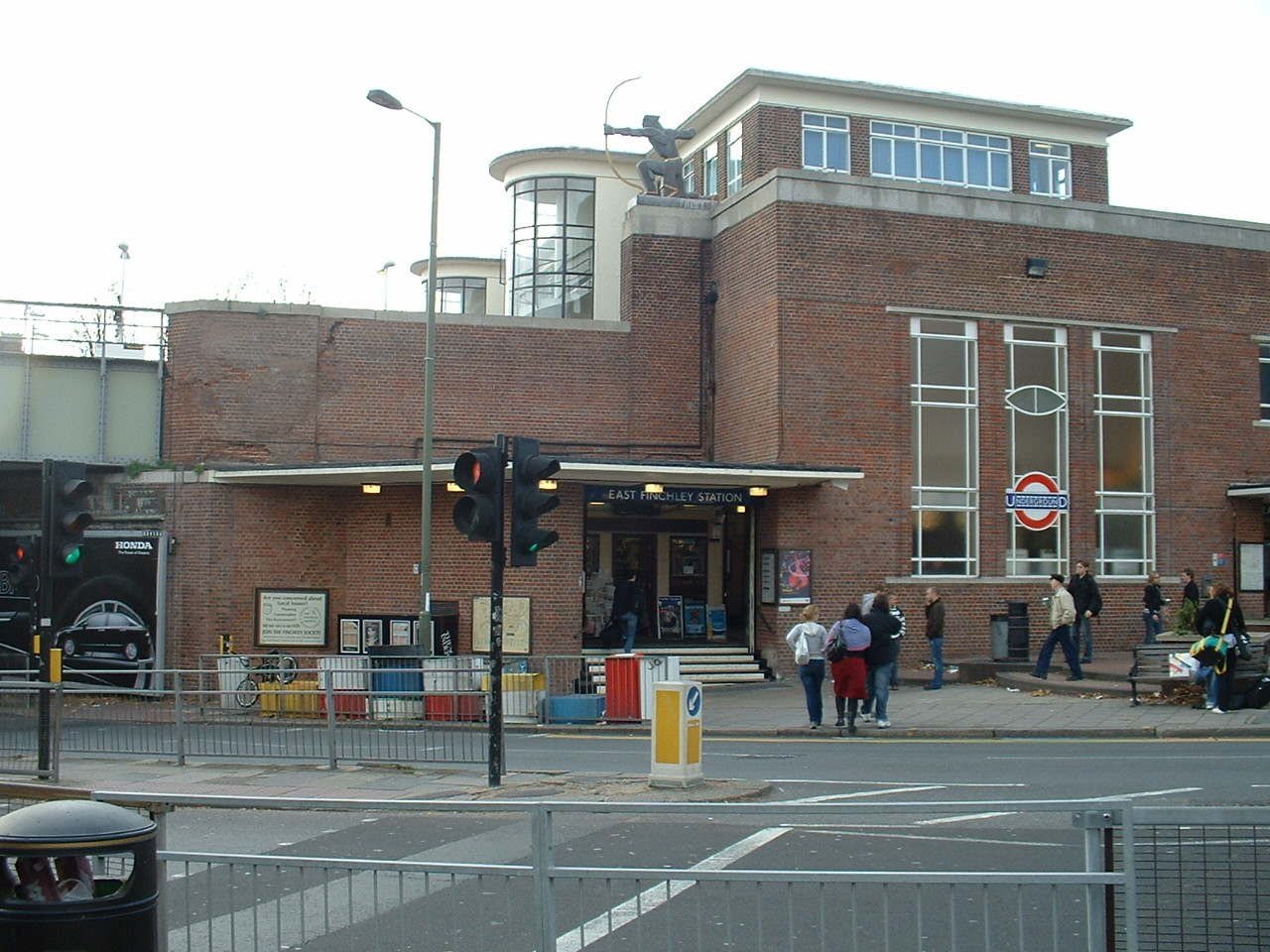
Vista de la estación de Finchley.

Finchley es un barrio en el municipio de Barnet al norte de Londres  (se encuentra integrado dentro del Greater London), Inglaterra. Finchley se encuentra sobre una meseta, a unos 11 km al norte de Charing Cross. Antigua parroquia del condado de Middlesex, llegó a ser un municipio desde 1933 hasta 1965, cuando entró a formar parte del Gran Londres. Finchley es, principalmente, un barrio residencial  (ciudad dormitorio).
Se encuentra bien comunicado por carretera a través de la North Circular Road A406 (anillo de circunvalación interno de Londres),  lo que le da rápido acceso hacia Londres centro o hacia el norte del país.  Posee 3 estaciones de metro, todas ellas de la Northern Line: Finchley Central, East Finchley y West Finchley.
En esta localidad nació el popular cantante George Michael.
Finchley fue el distrito electoral de Margaret Thatcher de 1959 a 1992.